# Iljo Keisse
Iljo Keisse (Gant, 21 de desembre de 1982) fou un ciclista belga, professional des del 2005 fins al 2022.
Els seus principals en el ciclisme en pista han estat dues medalles als Campionats del món. També ha aconseguit bons resultats en proves de sis dies.
En carretera destaca, per damunt de tot, una victòria d'etapa al Giro d'Itàlia de 2015.
El 2008 va ser suspès durant dos anys per haver donat positiu durant els Sis dies de Gant.

## Palmarès en ruta
- 2004
  - Vencedor d'una etapa del Tour de Loir i Cher
- 2007
  - 1r a la Internatie Reningelst
- 2008
  - 1r a la Textielprijs Vichte
- 2012
  - Vencedor d'una etapa de la Volta a Turquia
- 2013
  - 1r a l'Omloop Mandel-Leie-Schelde
  - 1r al Gran Premi Marcel Kint
- 2014
  - 1r a la Châteauroux Classic de l'Indre
- 2015
  - 1r a la Ronde van Zeeland Seaports
  - 1r a la Profronde Deurne
  - Vencedor d'una etapa al Giro d'Itàlia
- 2017
  - 1r a l'Omloop Mandel-Leie-Schelde

### Resultats al Giro d'Itàlia
- 2013. 159è de la classificació general
- 2014. 139è de la classificació general
- 2015. 145è de la classificació general. Vencedor d'una etapa
- 2017. 144è de la classificació general
- 2020. 122è de la classificació general
- 2021. 121è de la classificació general

### Resultats a la Volta a Espanya
- 2015. 148è de la classificació general

### Resultats al Tour de França
- 2016. 139è de la classificació general

## Palmarès en pista
- 2001
  -  Campió de Bèlgica en Puntuació
- 2003
  -  Campió de Bèlgica en Puntuació
  -  Campió de Bèlgica en Persecució
- 2004
  -  Campió d'Europa sub-23 en Madison (amb Kenny De Ketele)
- 2005
  - Campió d'Europa de Madison (amb Matthew Gilmore)
  -  Campió de Bèlgica en Puntuació
  - 1r als Sis dies de Gant (amb Matthew Gilmore)
  - 1r als Sis dies de Grenoble (amb Matthew Gilmore)
  - 1r als Sis dies de Fiorenzuola d'Arda (amb Matthew Gilmore)
  -  Medalla de bronze al Campionat del Món de Madison (amb Matthew Gilmore)
- 2006
  - Campió d'Europa de Derny
  -  Campió de Bèlgica en Puntuació
  - 1r als Sis dies de Hasselt (amb Matthew Gilmore)
- 2007
  -  Campió de Bèlgica en Madison (amb Kenny De Ketele)
  - 1r als Sis dies de Gant (amb Robert Bartko)
  - 1r als Sis dies d'Amsterdam (amb Robert Bartko)
  - 1r als Sis dies de Rotterdam (amb Robert Bartko)
  -  Medalla de plata al Campionat del Món de Puntuació
- 2008
  - Campió d'Europa de Madison (amb Kenny De Ketele)
  -  Campió de Bèlgica en Puntuació
  -  Campió de Bèlgica en Madison (amb Kenny De Ketele)
  - 1r als Sis dies de Gant (amb Robert Bartko)
  - 1r als Sis dies de Bremen (amb Robert Bartko)
  - 1r als Sis dies de Stuttgart (amb Robert Bartko i Leif Lampater)
  - 1r als Sis dies de Múnic (amb Robert Bartko)
- 2009
  -  Campió de Bèlgica en Puntuació
  -  Campió de Bèlgica en Madison (amb Kenny De Ketele)
- 2010
  - 1r als Sis dies de Gant (amb Peter Schep)
  - 1r als Sis dies de Rotterdam (amb Danny Stam)
- 2011
  -  Campió d'Europa en Madison (amb Kenny De Ketele)
  -  Campió de Bèlgica en Scratch
  -  Campió de Bèlgica en Madison (amb Gert-Jan Van Immerseel)
  - 1r als Sis dies de Grenoble (amb Morgan Kneisky)
  - 1r als Sis dies d'Amsterdam (amb Niki Terpstra)
  - 1r als Sis dies de Zuric (amb Franco Marvulli)
- 2012
  - 1r als Sis dies de Gant (amb Glenn O'Shea)
  - 1r als Sis dies de Grenoble (amb Kenny De Ketele)
  - 1r als Sis dies de Copenhaguen (amb Marc Hester)
- 2013
  -  Campió de Bèlgica en Scratch
  -  Campió de Bèlgica en Madison (amb Jasper De Buyst)
  - 1r als Sis dies de Rotterdam (amb Niki Terpstra)
  - 1r als Sis dies de Zuric (amb Silvan Dillier)
- 2014
  - 1r als Sis dies de Rotterdam (amb Niki Terpstra)
  - 1r als Sis dies de Zuric (amb Mark Cavendish)
- 2015
  - 1r als Sis dies de Rotterdam (amb Niki Terpstra)
  - 1r als Sis dies de Gant (amb Michael Mørkøv)
- 2017
  - 1r als Sis dies de Bremen (amb Marcel Kalz)
- 2018
  - 1r als Sis dies de Gant (amb Jasper De Buyst)
- 2019
  - 1r als Sis dies de Bremen (ambJasper De Buyst)

### Resultats a laCopa del Món
- 2004-2005
  - 1r a Moscou, en Madison